# GHETTO MACHINE
GHETTO MACHINE（ゲットー・マシン）はLOUDNESSの12枚目のアルバム。

## 内容
ギターの高崎晃が悟りを開いたことが発端になった第4期LOUDNESSによる「インド3部作」の第1作。スピードナンバーはほぼ皆無で、サイケデリックかつアジアンテイストをふんだんに盛り込んだ、非常にヘヴィでスローな楽曲で占められている。しかし80年代からのファンにはこの音楽性は受け入れられず、本作から人気が大幅に低下してしまう。
アルバムタイトルは、山田が考案した造語。

## 収録曲
1. GHETTO MACHINE
作詞：山田雅樹・Stephan Galfas　作曲：高崎晃　編曲：LOUDNESS
2. SLAVE
作詞：山田雅樹・Stephan Galfas　作曲：高崎晃　編曲：LOUDNESS
3. EVIL ECSTASY（邪悪なエクスタシー）
作詞：山田雅樹・Stephan Galfas　作曲：高崎晃　編曲：LOUDNESS
4. SAN FRANCISCO
作詞：Kayla Ritt・Stephan Galfas　作曲：高崎晃　編曲：LOUDNESS
5. LOVE AND HATE
作詞：山田雅樹　作曲：高崎晃　編曲：LOUDNESS
6. CREATURES
作詞：山田雅樹・Stephan Galfas　作曲：高崎晃　編曲：LOUDNESS
7. KATMANDU FLY
作曲：高崎晃　編曲：LOUDNESS
8. HYPNOTIZED
作詞：山田雅樹　作曲：高崎晃　編曲：LOUDNESS
9. DEAD MAN WALKING
作詞：山田雅樹　作曲：高崎晃　編曲：LOUDNESS
10. JASMINE SKY
作詞：山田雅樹　作曲：高崎晃　編曲：LOUDNESS
11. WONDER MAN
作詞：山田雅樹　作曲：高崎晃　編曲：LOUDNESS

## 参加ミュージシャン
- 山田雅樹 - ボーカル
- 高崎晃 - ギター
- 柴田直人 - ベース
- 本間大嗣 - ドラムス